# Deficiência de vitamina A

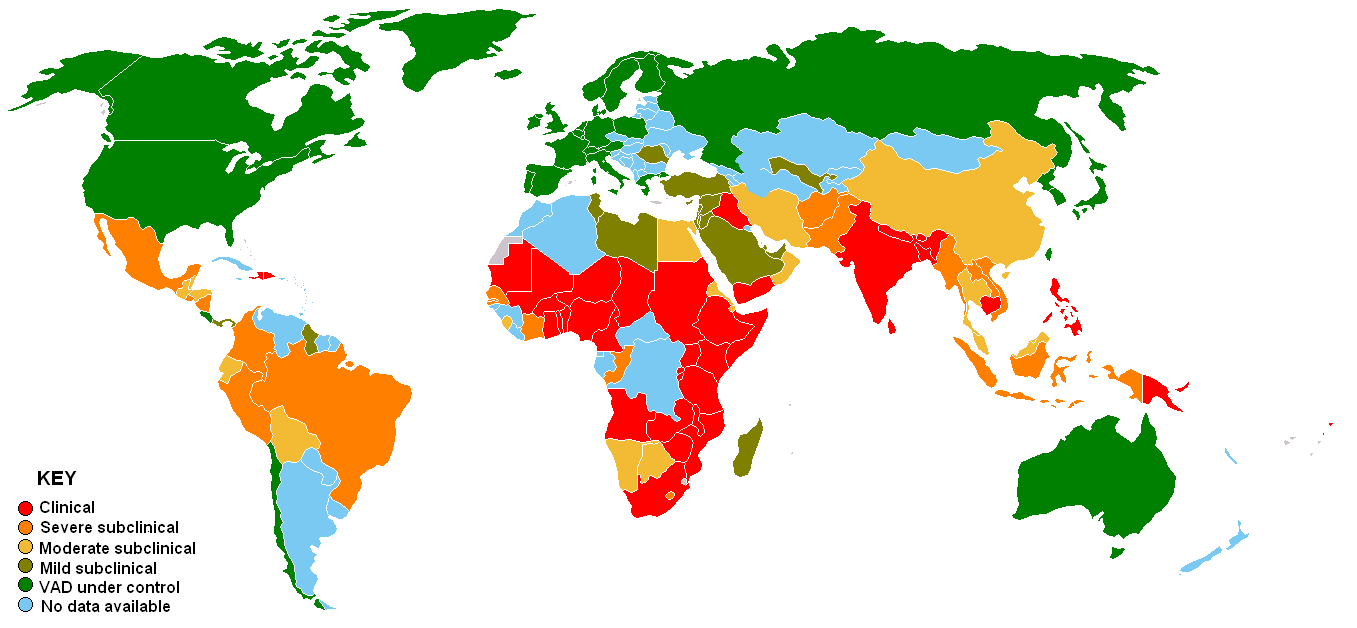
Cerca de 250 milhões de crianças em idade escolar sofrem com deficiência de vitamina A, ficando vulneráveis a infecções.

Deficiência de vitamina A ou Hipovitaminose A é uma das principais causas de cegueira do mundo, atingindo especialmente crianças e grávidas, justamente quando é mais importante.

## Causa
Dieta pobre em vitamina A por mais de dois meses. A necessidade diária varia com a idade:
- Bebês, menos que 300 mcg/dia
- Adulto, menos que 600 mcg/dia;
- Gestantes, menos que 700 mcg/dia;
- Lactentes, menos que 1200 mcg/dia.

## Sinais e sintomas
Os primeiros sintomas são:
- Menor crescimento;
- Vulnerabilidade a infecções;
- Falta de apetite;
- Pele frágil;
- Menor fertilidade;
- Xeroftalmia(olhos secos);
- Cegueira noturna.

### Complicações
Possíveis complicações:
- Cegueira;
- Retardo no desenvolvimento;
- Ossos deformados;
- Cálculos renais;

Pode ser fatal, milhares de crianças ainda morrem devido à hipovitaminose A. 

## Tratamento
Ingestão de doses adequadas de vitamina A através da alimentação ou suplementos e acompanhamento mensal por exame de sangue até resolução do problema. Educar as pessoas para uma alimentação mais saudável é a forma mais prática e saudável de prevenir e tratar transtornos nutricionais. A via endovenosa não é indicada.

## Prevenção
As dez melhores fontes de vitamina A são:
- Fígado cozido;
- Páprica e pimentas;
- Batata-doce;
- Cenoura;
- Folhas verde escura (couve, espinafre, rúcula...);
- Abóbora;
- Ervas secas (salsa, orégano, manjericão...);
- Alface;
- Damasco;
- Melão.

Outras boas fontes incluem manga, beterraba, ovo e óleo de bacalhau. Alimentos não cozidos costumam ter muito mais vitamina A.